# Aerocomp
Aerocomp Inc est une entreprise américaine fondée par Stephen Young et Ron Lueck à Merritt Island, Floride, pour fabriquer des flotteurs d’hydravion en matériaux composites. Après avoir commercialisé le Merlin à partir de 1995, cette entreprise s’est tournée vers la production d’avions en kit pour la construction amateur. En 2004 ont débuté les essais en vol d’un ambitieux jet destiné à la construction amateur, le Comp Air Jet.
Parallèlement Aerocomp possède une filiale, Forward Vision, qui produit des équipements de vision de nuit infrarouge pour l’aviation générale.